# Дергаєво (Раменський район)
Дергаєво (рос. Дергаево) — присілок у Раменському районі Московської області Російської Федерації

## Розташування
Дергаєво  входить до складу міського округу Раменське, воно розташовано на північ від міста.

## Населення
Станом на 2010 рік у селі проживала 1181 людина.

## Визначні особи
У селі народився радянський та український художник-мультиплікатор Олександр Лавров.